# Alice David

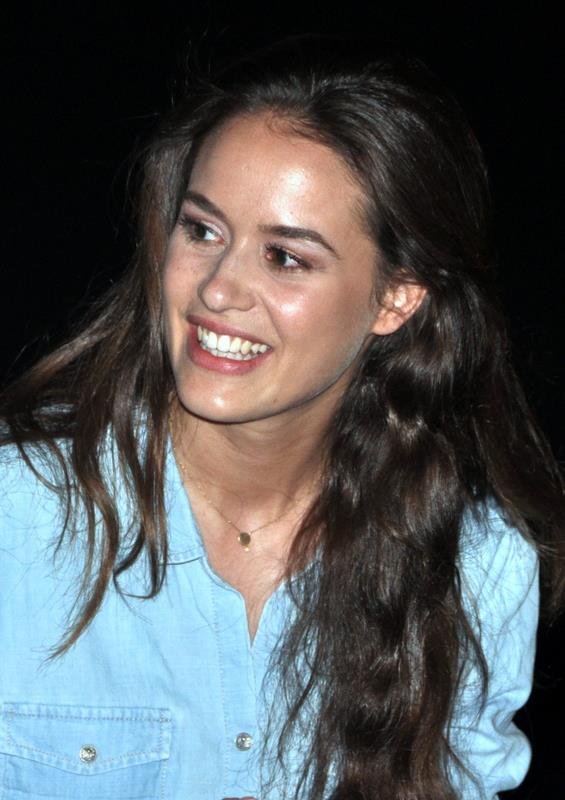
Alice David, April 2013

Alice David (* 22. März 1987 im 16. Arrondissement, Paris) ist eine französische Schauspielerin.
David ist die Tochter der Schauspielerin Dominique Jacquet und des Regisseurs Jacques David. Sie studierte Schauspielerei am Conservatoire de musique, danse et art dramatique en France im 7. Arrondissement. 2009 drehte sie eine Werbung für Coca-Cola. 2013 und 2015 sprach sie die französische Stimme von Lara Croft in Tomb Raider und Rise of the Tomb Raider.
Seit 2007 war David in rund zwei Dutzend Film- und Fernsehproduktionen zu sehen.

## Filmographie (Auswahl)
- 2007: Où es-tu? (Miniserie, 2 Folgen)
- 2011–2012, 2025: Bref. (Fernsehserie, 40 Folgen)
- 2012: Spin – Paris im Schatten der Macht (Les hommes de l’ombre, Fernsehserie, Folge 1x03)
- 2013: School Camp – Fies gegen mies (Les profs)
- 2014: Project Babysitting (Babysitting)
- 2014: Jamais le premier soir
- 2014: Les Francis
- 2015: Ab in den Dschungel (Babysitting 2)
- 2016: Plötzlich Papa (Demain tout commence)
- 2017: Les ex
- 2018: Monsieur je-sais-tout
- 2018: Demi soeurs
- 2019: La source
- 2020: Zehn Tage ohne Mama (10 jours sans maman)
- 2021: Mensonges (Fernsehserie, 6 Folgen)
- 2021: Monsieur Claude und sein großes Fest (Qu’est-ce qu’on a tous fait au Bon Dieu?)
- 2022: Belle et Sébastien: Nouvelle génération
- 2022: Après le silence (Fernsehfilm)
- 2023: @venir (Fernsehserie, 6 Folgen)